# Port lotniczy Kikwit
Port lotniczy Kikwit (IATA: KKW, ICAO: FZCA) – port lotniczy obsługujący miasto Kikwit, stolicę prowincji Kwilu, w Demokratycznej Republice Konga